# Theo Verlaan

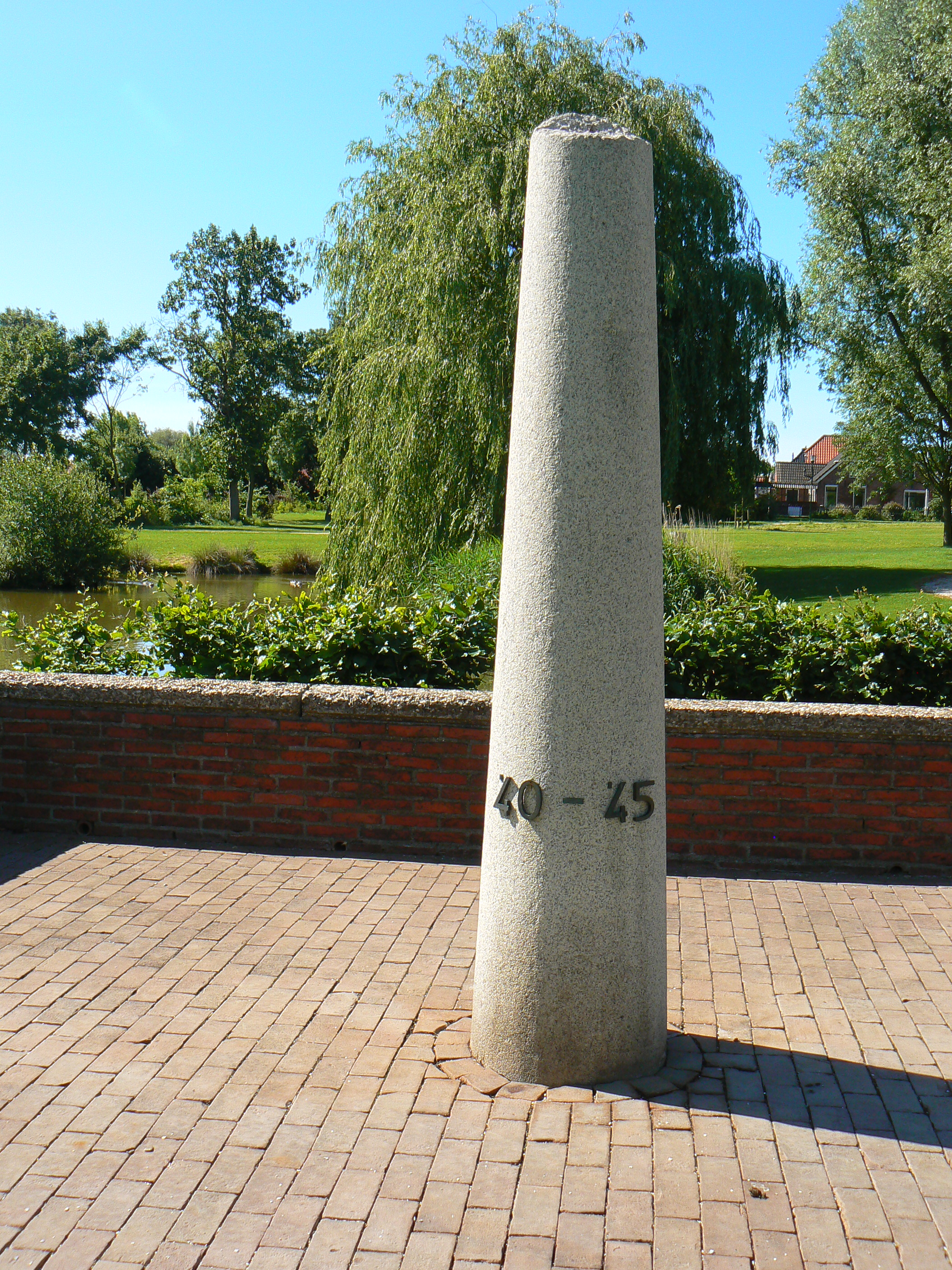
Oorlogsmonument Ten Boer (1970), ontworpen door Verlaan.

Theodorus Gregorius (Theo) Verlaan (Winschoten, 28 december 1912 – Zwolle, 14 mei 1997) was een Nederlandse architect. Hij wordt ook vermeld als Theo G. Verlaan.

## Leven en werk
Verlaan was technisch ambtenaar in Winschoten en vervolgens opzichter-tekenaar bij Rijkswaterstaat in Groningen. Als stedenbouwkundige werkte hij 13 jaar mee aan de inrichting van de Wieringermeer en de Noordoostpolder. In 1946 werd hij stadsarchitect van Zwolle, daar was hij onder meer verantwoordelijk voor de restauratie van de Onze-Lieve-Vrouwbasiliek, de Broerenkerk, de Waalse Kerk en de Lutherse Kerk. Hij zorgde ook voor de restauratie en reconstructie van de noordelijke stadsmuur en bijbehorende muurtorens. In 1959 vestigde Verlaan zich als zelfstandig architect in Zwolle.
Verlaan ontwierp onder meer scholen, gemeentehuizen voor Emmeloord, Genemuiden en Losser, het monument ter ere van K. ter Laan, geschonken door de Alg. Verain Grunnen, te Slochteren (1951), een dorpshuis in Bant, en de torenspitsen van de Sint-Eusebiuskerk in Arnhem en de Sint-Martinuskerk in Weert.